# 아이스톡

아이스톡의 로고

아이스톡(iStock)은 캐나다 앨버타주 캘거리에 본사를 둔 온라인 로열티 무료 국제 마이크로 스톡 사진 제공 업체이다.